# Dolní Lhota (Janovice nad Úhlavou)
Dolní Lhota je malá vesnice, část města Janovice nad Úhlavou v okrese Klatovy v Plzeňském kraji. Nachází se asi tři kilometry severovýchodně od Janovic nad Úhlavou. Dolní Lhota leží v katastrálním území Dolní Lhota u Klatov o rozloze 2,28 km².

## Historie
První písemná zmínka o vesnici pochází z roku 1545.

## Přírodní poměry
Východně od vesnice leží přírodní rezervace Luňáky.

## Obyvatelstvo
| Rok            | 1869 | 1880 | 1890 | 1900 | 1910 | 1921 | 1930 | 1950 | 1961 | 1970 | 1980 | 1991 | 2001 | 2011 | 2021 |
| -------------- | ---- | ---- | ---- | ---- | ---- | ---- | ---- | ---- | ---- | ---- | ---- | ---- | ---- | ---- | ---- |
| Počet obyvatel | 151  | 164  | 147  | 164  | 158  | 148  | 134  | 89   | 91   | 86   | 66   | 55   | 46   | 57   | 55   |
| Počet domů     | 24   | 24   | 24   | 25   | 25   | 25   | 25   | 27   | 25   | 26   | 24   | 21   | 21   | 23   | 23   |

## Obecní správa
Při sčítání lidu v letech 1850–1975 Dolní Lhota byla samostatnou obcí v okrese Klatovy. Od 1. ledna 1976 do 31. prosince 1979 byla částí obce Týnec v okrese Klatovy. Od 1. ledna 1980 je částí města Janovice nad Úhlavou v okrese Klatovy. Poté se Týnec opět osamostatnil, ale Dolní Lhota již zůstala součástí Janovic nad Úhlavou. V letech 1850–1920 a od 1. července 1975 do 31. prosince 1975 k obci patřily Vacovy a od 1. července 1975 do 31. prosince 1975 také Novákovice.

## Další fotografie

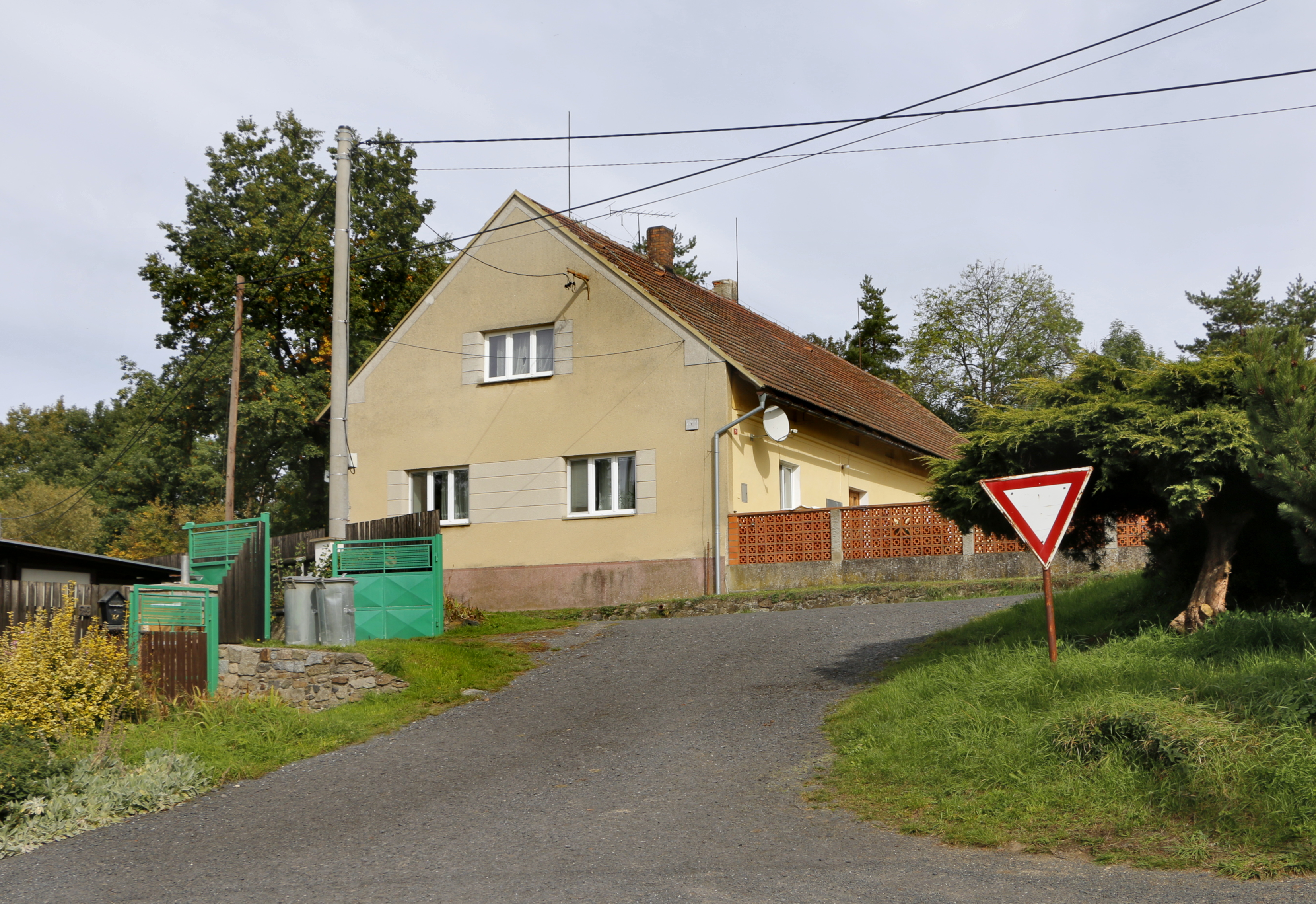
Dům čp. 3
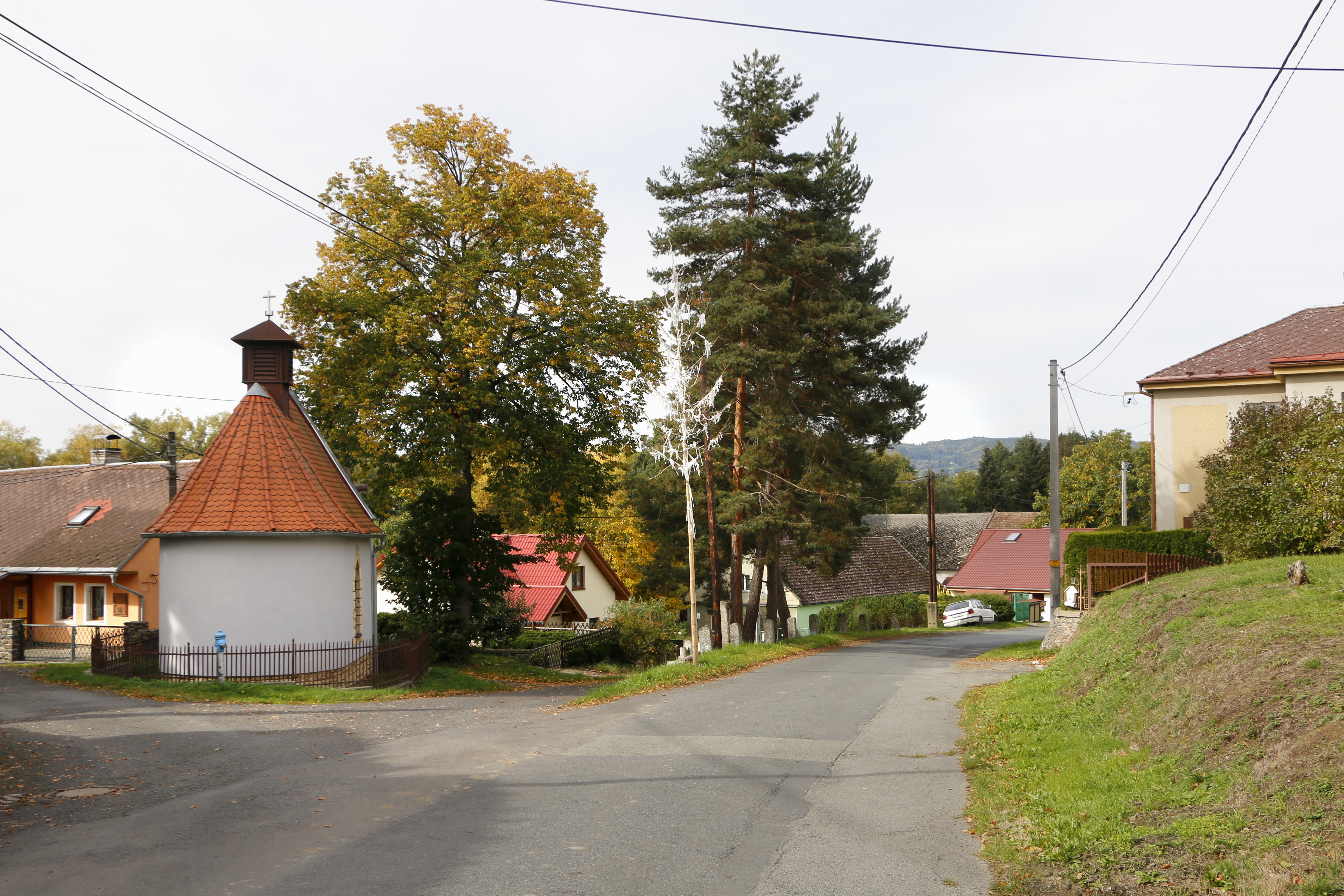
Náves
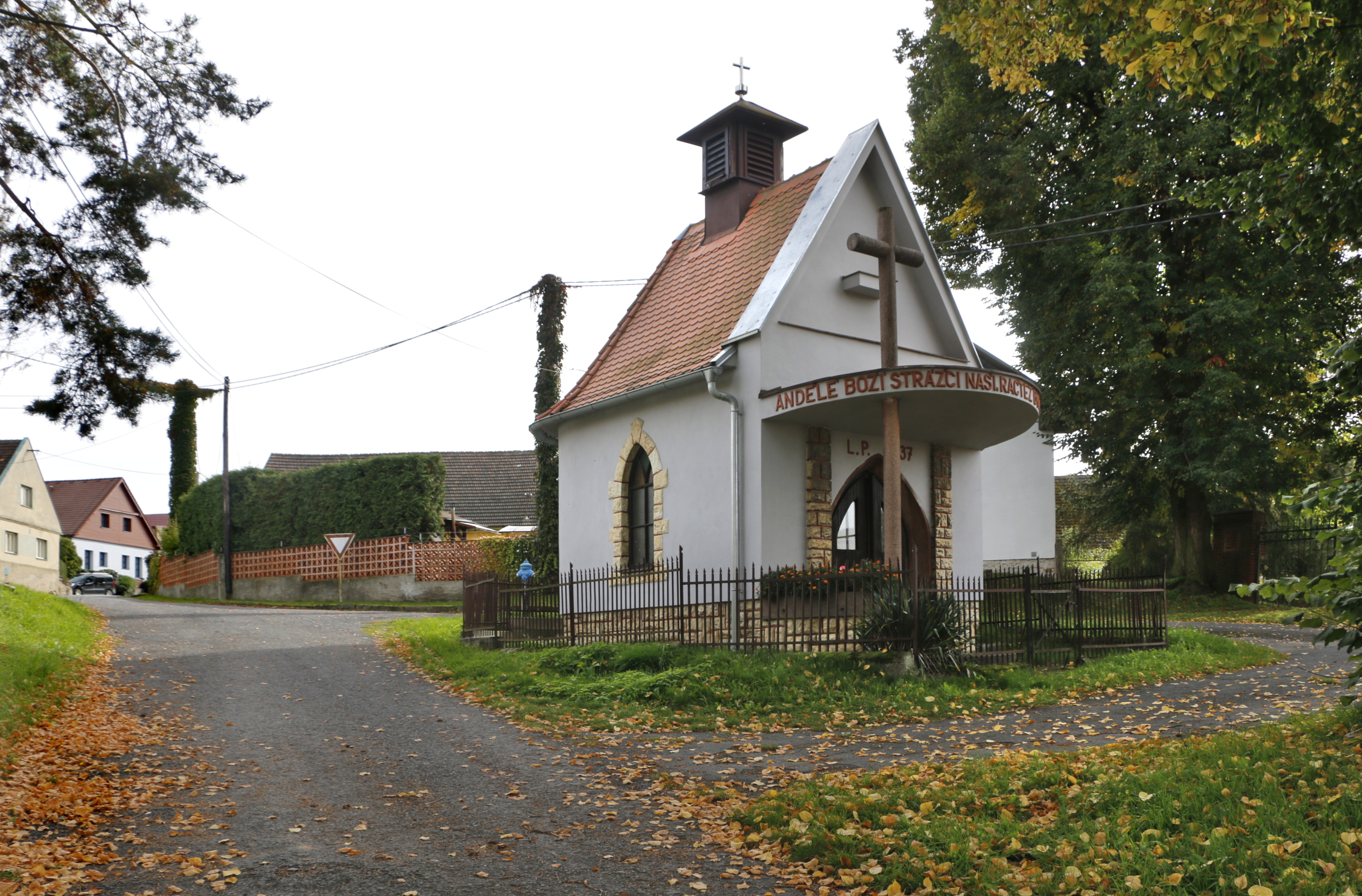
Kaple Andělů strážných
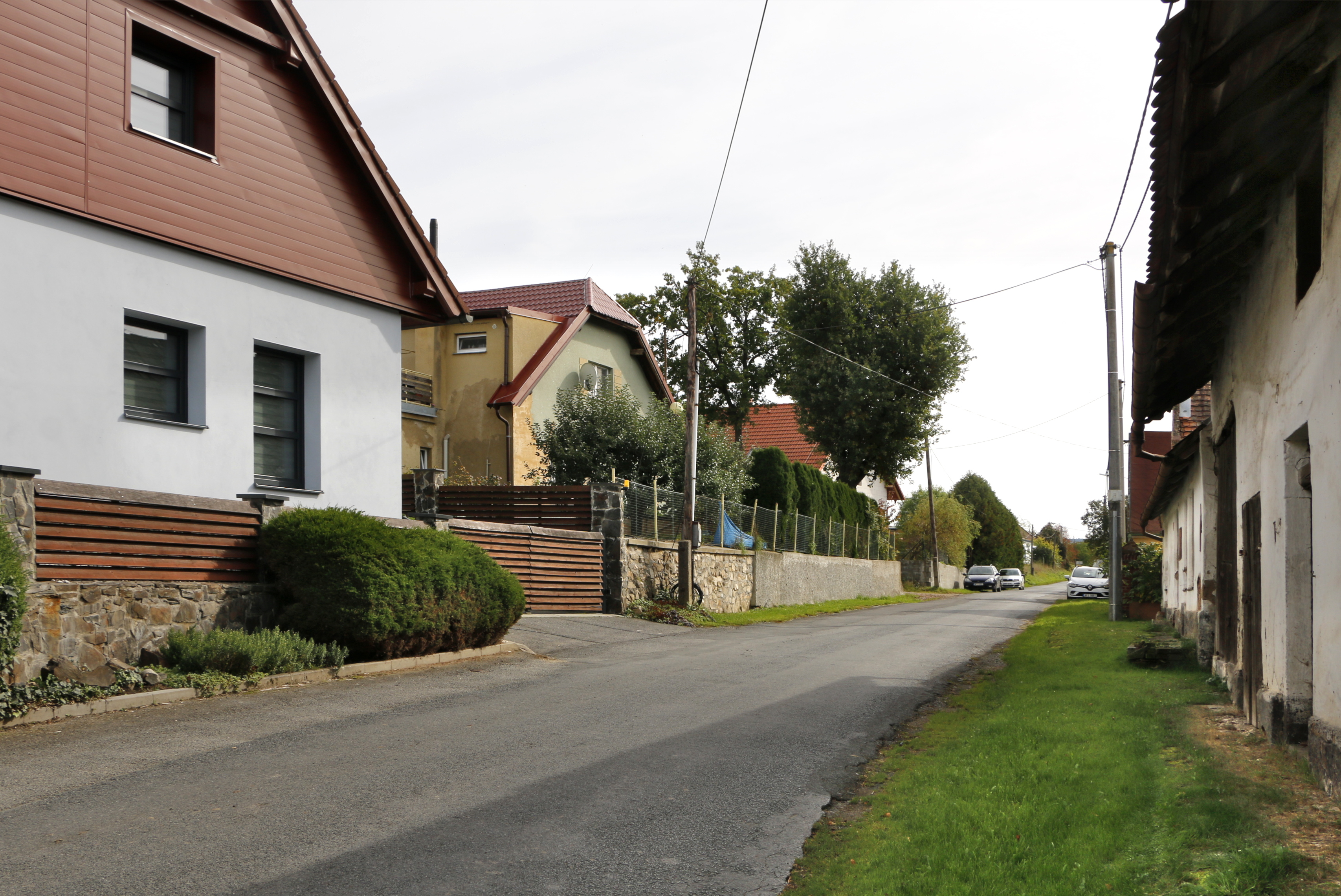
Východní část vsi